# Portage, Wisconsin
Portage là một thành phố thuộc quận Columbia, tiểu bang Wisconsin, Hoa Kỳ. Năm 2000, dân số của thành phố này là 9728 người.